# Herzogtum Pommern

Wappen des Herzogtums Pommern

Herzogtum Pommern ist die heute übliche Bezeichnung für das Herrschaftsgebiet der ursprünglich slawischen Fürstendynastie der Greifen auf dem Gebiet der historischen Landschaft Pommern, das seit dem Hochmittelalter im Heiligen Römischen Reich bestand. Ab dem 17. Jahrhundert herrschten als Herzöge in wechselnder räumlicher und politischer Aufteilung die Könige von Schweden als auch die Kurfürsten von Brandenburg, die späteren preußischen Könige. Beide fügten den Titel ihren bisherigen hinzu. Das an der Südküste der Ostsee, zu beiden Seiten des Unterlaufs der Oder gelegene Gebiet des Herzogtums gehört seit 1945 zu zwei Dritteln Polen, dort größtenteils zur Woiwodschaft Westpommern und zu einem kleineren Teil der Woiwodschaft Pommern, während das westliche Drittel in Deutschland den Landesteil Vorpommern des Bundeslandes Mecklenburg-Vorpommern bildet (→ Oder-Neiße-Grenze).

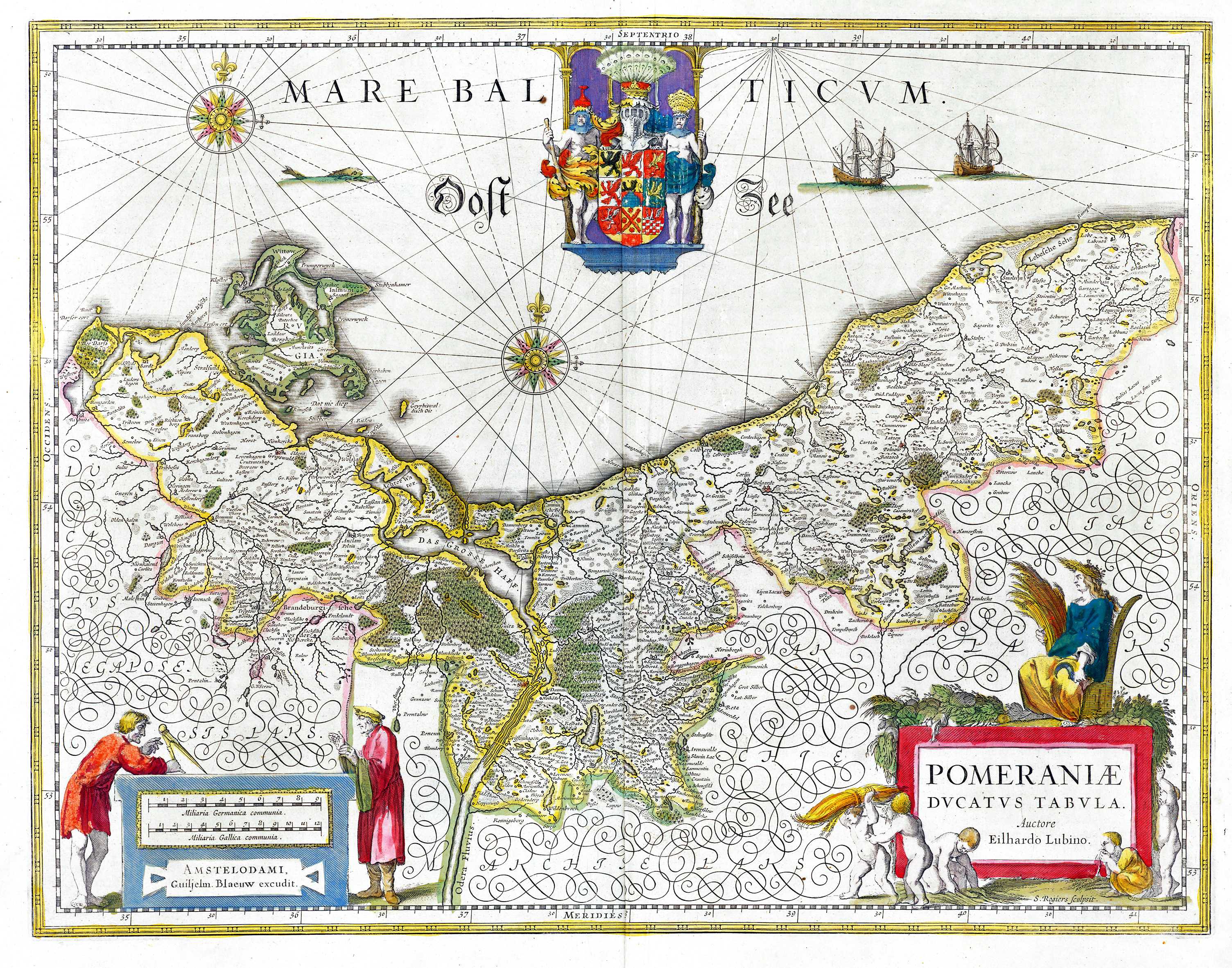
Karte des Herzogtums Pommern aus dem 17. Jahrhundert

## Überblick
In Pommern gab es im Laufe der Geschichte mehrere Teilherrschaften, deren geographischer und politischer Bestand sich durch Vereinigungen und Aufteilungen mehrfach änderte. Die in diesen Territorien herrschenden Herzöge werden dabei, entsprechend dem Greifen als gemeinsamen pommerschen Wappentier, zusammenfassend als Greifenherzöge bezeichnet. Es bestanden zeitweise folgende Teilherrschaften, in der Literatur auch als Teilherzogtümer bezeichnet, deren Namenszusatz in der Regel dem jeweiligen Herrschaftssitz entsprach:
- Das Herzogtum Pommern-Stettin lag bzw. umfasste in Folge
  - östlich der Randow etwa 1170–1264,
  - „Gesamt-Pommern“ 1264–1295 und 1464–1532/41,
  - den meerfernen Süden 1295–1464,
  - Stettin und Binnenland und Küstenregion östlich von Oder und der Swine 1532/41–1625/37.
- Herzogtum Pommern-Demmin: westlich der Randow, etwa 1170–1264, dann zurück an Pommern-Stettin.
- Das Herzogtum Pommern-Wolgast lag bzw. umfasste in Folge
  - die ganze Küstenregion 1295–1368/72 und 1459–1474/78,
  - die Küstenregion zwischen Stralsund und Swine 1368/72–1459,
  - Binnenland und Küstenregion westlich von Oder und Swine 1532/41–1625/37.
- Herzogtum Pommern-Stolp: östlich der Swine, 1368/72–1459, dann zurück an Pommern-Wolgast.
- Herzogtum Pommern-Barth: westlich von Stralsund, 1372–1451, dann zurück an Pommern-Wolgast.

Kirchlich gehörte das Herzogtum der Greifen seit 1140 dem Bistum Cammin. Im Überschneidungsgebiet der Interessen von vier Erzbistümern gelegen, war es exemt, d. h. direkt dem Heiligen Stuhl unterstellt. Der Bischofssitz befand sich von 1140 bis etwa 1150/55 zunächst in Wollin, dann vorübergehend in Usedom und schließlich ab 1178 in Cammin. Im Zuge der Reformation verlor es seine kirchenleitenden Funktionen. Und das weltliche Herrschaftsgebiet der Camminer Bischöfe, das Stift Cammin, kam 1556 durch die Wahl des Prinzen Johann Friedrich ebenfalls in den Besitz des Greifenhauses, bei dem es bis zum Tod des letzten Herzogs verblieb. Das Gebiet des 1325 von den Greifen erworbenen Fürstentums Rügen gehörte zu zwei anderen Bistümern, der festländische Teil zum Bistum Schwerin (Erzbistum Bremen) und die Insel Rügen zum Bistum Roskilde (Erzbistum Lund).

## Entwicklung

### Entstehung des Herzogtums
Spätestens seit dem 7. Jahrhundert bevölkerten slawische Stammesverbände die Region entlang der Ostsee (siehe auch Abodriten). Um 995 unterwarf der polnische Herzog und spätere König Bolesław I. der Tapfere das Land östlich der Oder. Zwischen 1005 und 1013 verlor jedoch das Königreich Polen seinen Einfluss auf Pommern wieder. Frühe Versuche der Christianisierung dieses Gebietes scheiterten ebenfalls. Der seit 1042 andauernde Konflikt des pommerschen Fürsten Siemomysł mit dem polnischen Herzog Kasimir I. dem Erneuerer wurde 1046 vor Kaiser Heinrich III. verhandelt.
Um 1100 werden mehrere pommersche Herzöge genannt, die aber aufgrund der spärlichen Überlieferung in keinen genealogischen Zusammenhang zu bringen sind. Die historischen Stammbäume der Greifen aus dem 16. und 17. Jahrhundert nennen zwar als Ahnherrn einen Swantibor, aber seine tatsächlichen verwandtschaftlichen Beziehungen zu den nachfolgenden Generationen sind nicht eindeutig belegbar. Dasselbe gilt für die anderen zu Beginn des 12. Jahrhunderts in den Quellen – vornehmlich polnischen Chroniken – genannten Herzögen von Pommern. Deshalb werden die Brüder Wartisław I. und Ratibor I. heute übereinstimmend als die ersten Fürsten aus dem Greifengeschlecht angesehen.
1121 hatte sich Wartisław I. dem polnischen Herzog Bolesław III. Schiefmund unterworfen, oder war von ihm eingesetzt worden. Bolesław III. versuchte seine Herrschaft über Pommern durch die Einführung des Christentums weiter abzusichern. Der erste Missionsversuch eines aus Spanien gesandten Priesters in Wollin misslang jedoch. Im Mai 1124 brach Otto von Bamberg von Gnesen zu seiner ersten Missionsreise auf, die ihn über Pyritz nach Cammin und Stettin führte. Bereits im Februar 1125 kehrte er nach Gnesen zurück. Auf seiner zweiten Missionsreise erreichte Otto von Bamberg 1128 Demmin und Usedom.

### Pommern-Stettin und Pommern-Demmin

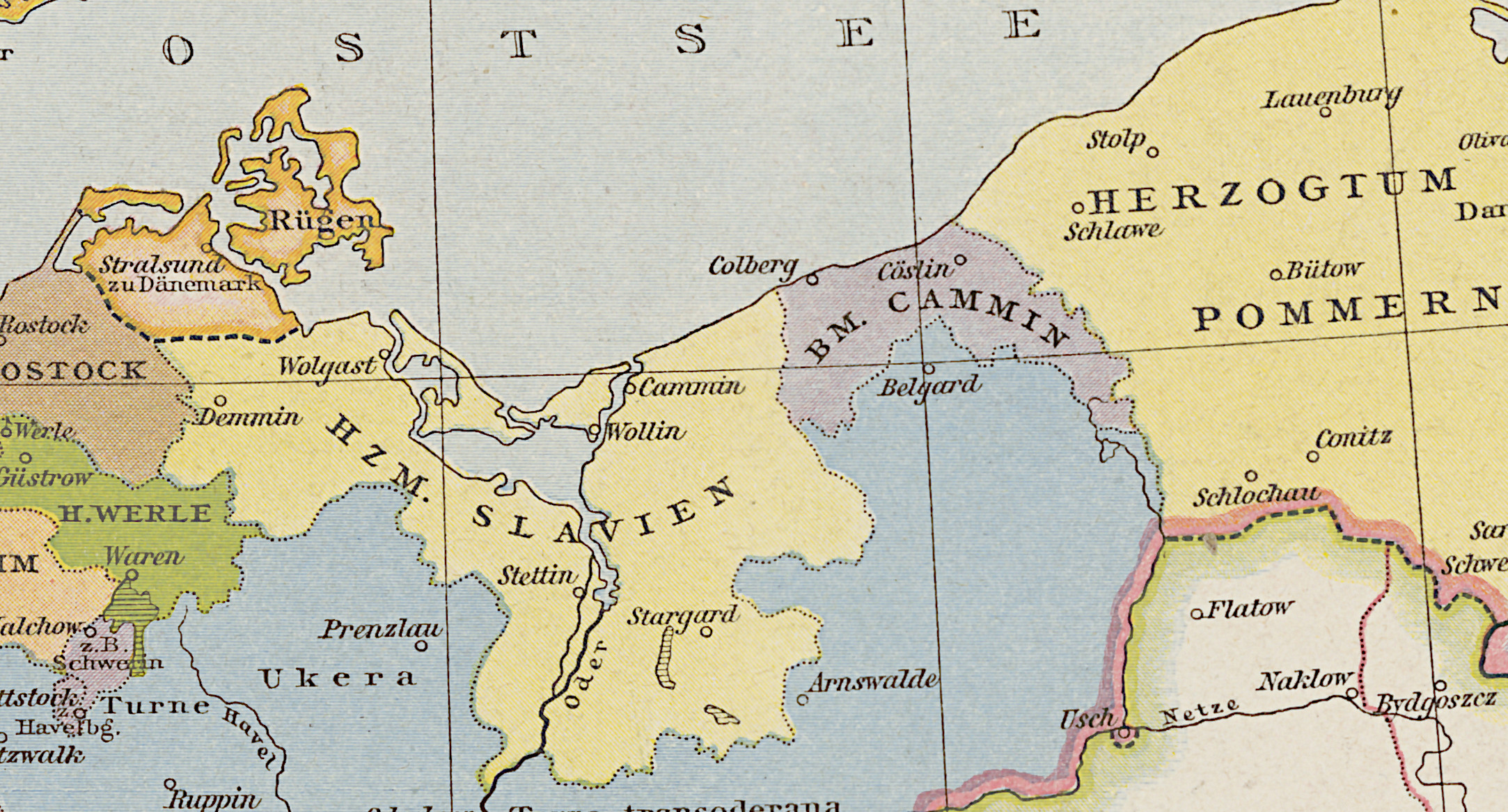
Die Herzogtümer Pommern und Slavien um 1250

Nach dem Tod des pommerschen Fürsten Wartisław I. entstanden unter seinen Söhnen Kasimir I. und Bogisław I. gegen Ende des 12. Jahrhunderts die beiden Teilherzogtümer Pommern-Demmin und Pommern-Stettin. Bogisław I. wurde 1181 in Lübeck als „Herzog von Slavien“ in den Reichsfürstenstand erhoben, aber bereits 1185 musste er die dänische Oberhoheit anerkennen, die Pommern erst nach der Schlacht bei Bornhöved um 1227 wieder abschütteln konnte. Der erneuten Aufnahme in den Reichsfürstenstand stellten sich nun die askanischen Markgrafen von Brandenburg entgegen, die von Kaiser Friedrich II. 1231 mit dem Herzogtum Pommern belehnt worden waren. Sie beanspruchten die Lehnshoheit über Pommern und setzten sie in den Verträgen von Kremmen 1236 und Landin 1250 zunächst durch, wobei ihnen noch der Erwerb umfangreicher Ländereien, u. a. das Land Stargard (spätere Herrschaft Stargard) und die Uckermark, gelang.

#### Herzogtum Pommern-Demmin

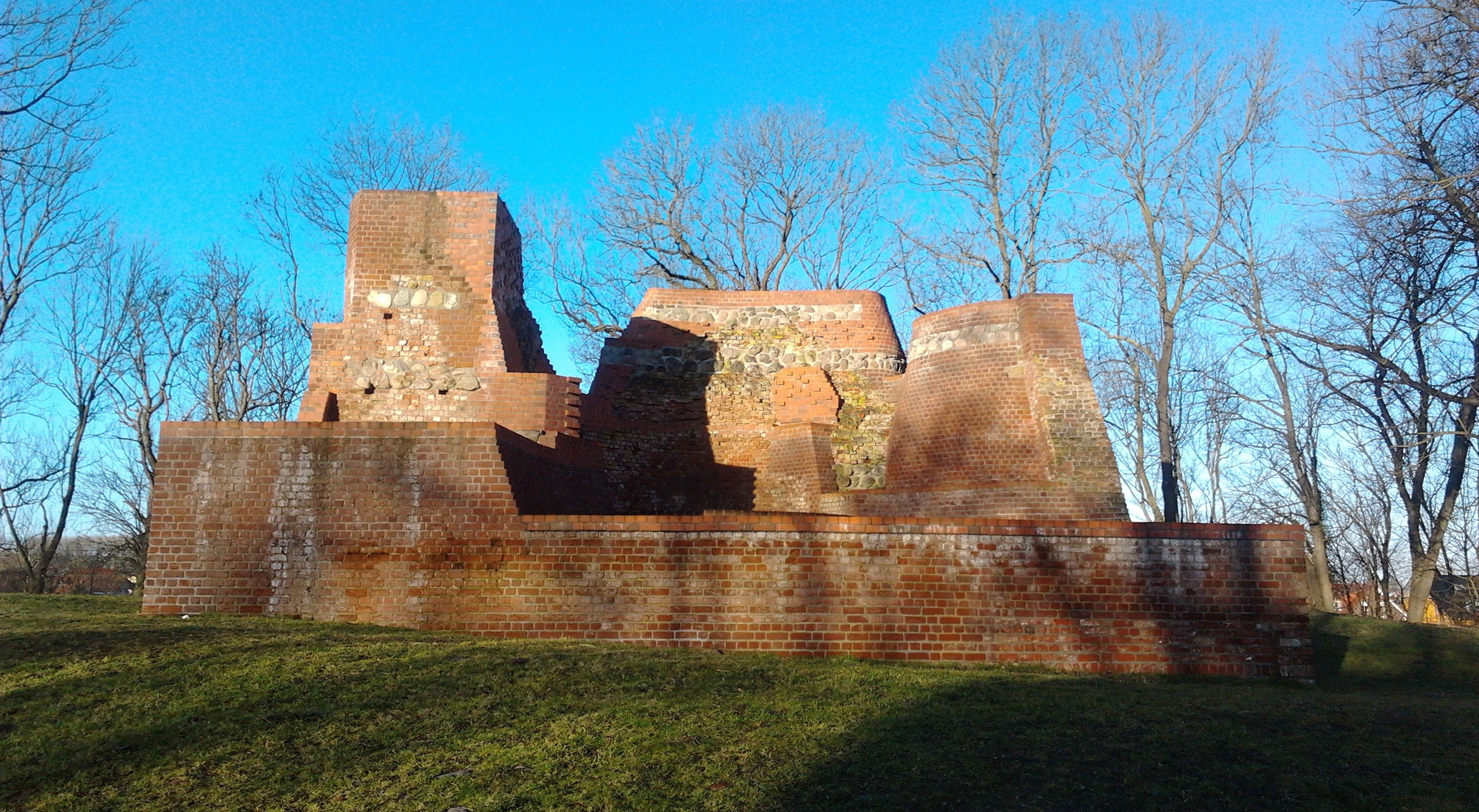
Haus Demmin

Kasimir I. von Demmin war der erste Herzog ab 1170. Bereits am 17. Mai 1264 erlosch diese Linie mit dem Tod von Wartisław III., eines Enkels von Bogisław I., wieder. Wartisław III. verlor 1236 das Land Zirzipanien westlich von Demmin an die Herren von Mecklenburg und im selben Jahr auch das Land Stargard, das spätere Mecklenburg-Strelitz, an Brandenburg. Sein Erbe trat sein in Stettin residierender Vetter Barnim I. an. Zugleich stellt diese Zeit den Beginn der deutschrechtlichen Besiedlung des Landes (siehe deutsche Ostsiedlung) dar.

#### Herzogtum Pommern-Stettin

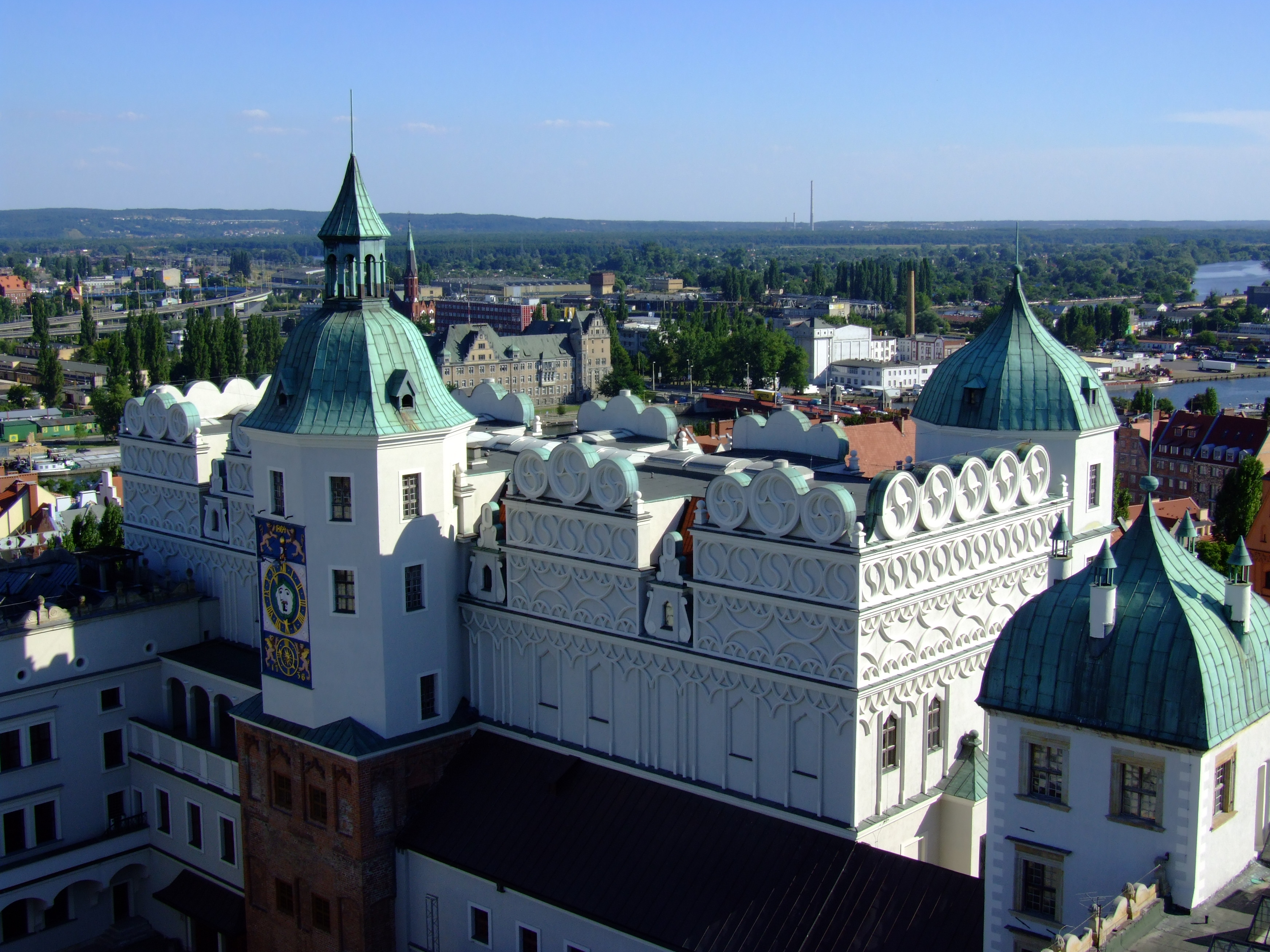
Stettiner Schloss

Bogisław I. herrschte über Pommern-Stettin und heiratete Anastasia von Großpolen, die Tochter Herzog Mieszkos III. von Großpolen. Unter seinem Enkel Barnim I. wurde ab 1230 verstärkt die deutsche Besiedelung des Landes betrieben und zahlreiche Städte wurden nach lübischem Recht gegründet. Mit dem Vertrag von Landin von 1250 ging die bislang pommersche Uckermark an die Markgrafen von Brandenburg, die bereits im Jahr zuvor das bis 1248 polnische Land Lebus erlangt hatten.

### Pommern-Stettin und Pommern-Wolgast
Nach dem Tod Wartisławs III. kam dessen Herrschaftsgebiet 1264 an Barnim I. Seine Söhne Bogisław IV., aus erster Ehe, und Otto I., aus zweiter Ehe, teilten nach dem frühen Tod ihres Halbbruders bzw. Bruders Barnim II. 1295 das Herzogtum in die Teilherrschaften Pommern-Wolgast unter Bogisław IV. und Pommern-Stettin unter Otto I., wobei die dynastische Verbindung durch das Rechtsinstitut der gesamten Hand aufrechterhalten wurde. Es war eine Nordsüdteilung; Pommern-Wolgast umfasste die Gebiete nördlich der Flüsse Peene und Ina, einschließlich der am Südufer der Peene liegenden Orte Demmin und Anklam, sowie die nördlich des Stettiner Haffs gelegenen Inseln Usedom und Wol(l)in. Der südliche Teil Gesamtpommerns bildete das Herzogtum Pommern-Stettin.

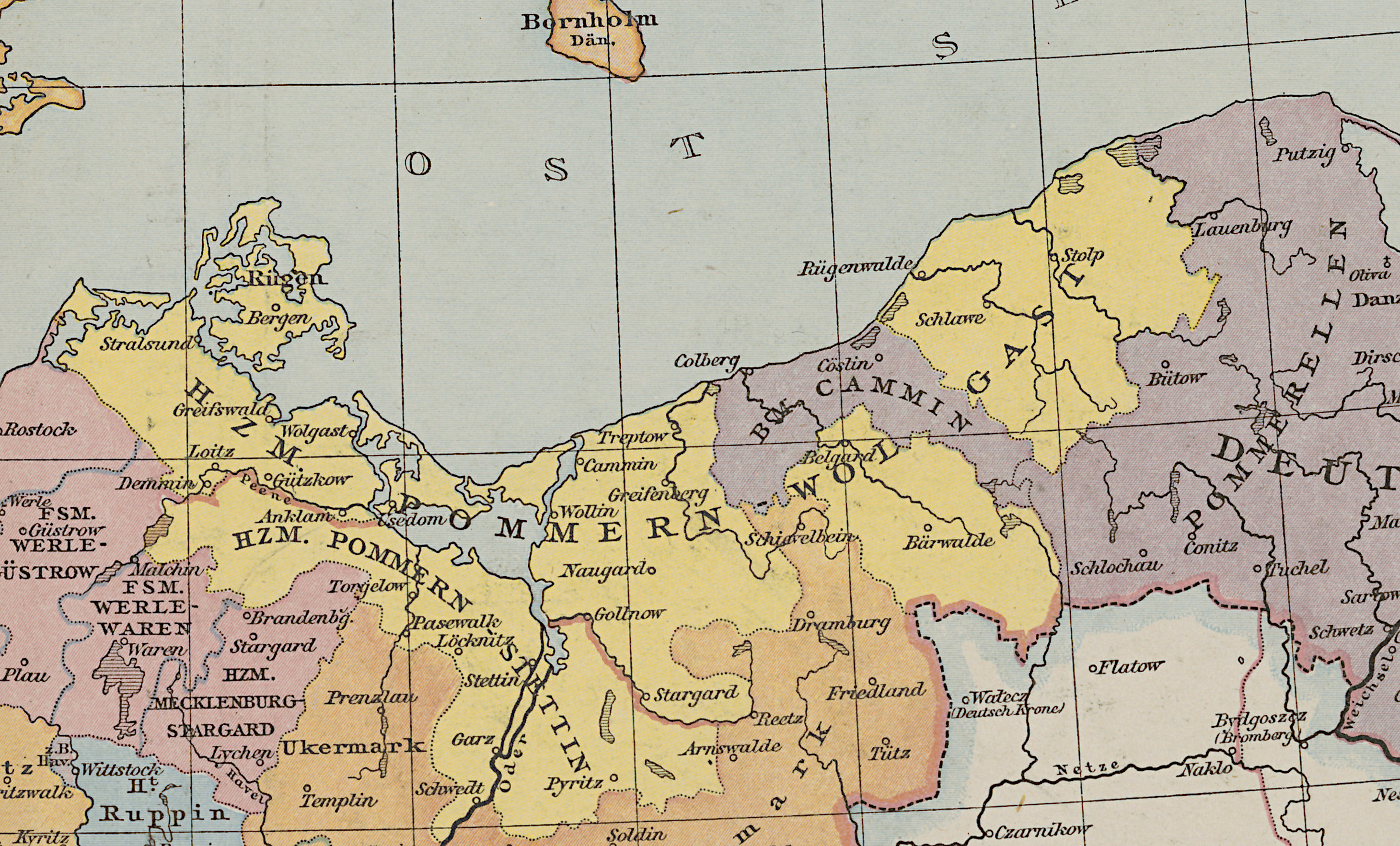
Grenze (rot) zwischen Pommern-Wolgast und Pommern-Stettin um 1400

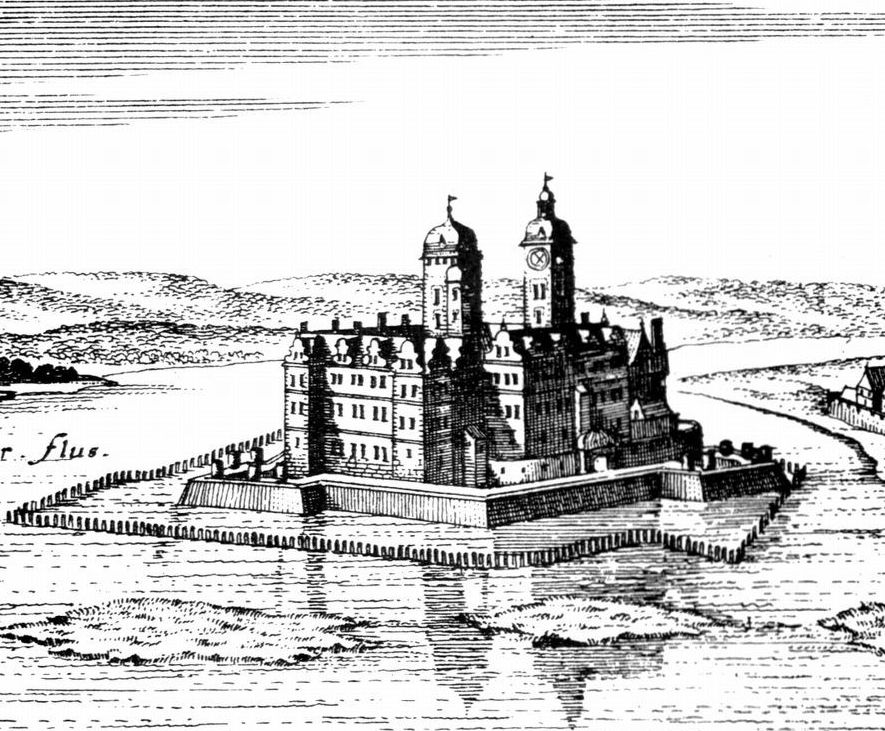
Schloss Wolgast, 1652

Das Herzogtum Pommern-Wolgast wurde 1295 durch Bogisław IV. begründet. Seinem Sohn Wartisław IV. gelang 1317 der Erwerb der Länder Schlawe-Stolp aus der Erbmasse des 1295 erloschenen Herzogshauses der Samboriden. Daher wurde das Herzogtum nun teilweise auch als  Pommern-Wolgast-Stolp bezeichnet. Die neuen östlichen Landesteile um Schlawe und Stolp waren aber durch das dazwischen liegende Hochstift Cammin vom übrigen Herzogtum getrennt.
Nach dem Tod des Fürsten von Rügen Wizlaw III. fiel 1325 das Fürstentum Rügen an Pommern-Wolgast, musste aber über einen längeren Zeitraum im Rügischen Erbfolgekrieg gegen Ansprüche Mecklenburgs verteidigt werden.
In den Jahren 1368 und 1372 wurde die Teilung von Pommern-Wolgast in Hinterpommern, das an Bogisław V. fiel, und Vorpommern, das an die Söhne Barnims IV., Bruder Bogisławs V., ging, beschlossen. Der dritte Bruder Wartisław V. erhielt zunächst eine Abfindung,  dann 1372 Neustettin, das nach seinem kinderlosen Tod wieder an Pommern-Wolgast zurückfiel.
Im Jahr 1456 wurde durch den Wolgaster Herzog Wartisław IX. die Universität Greifswald gegründet.

### Pommern-Wolgast und Pommern-Stolp
Von 1478 bis 1523 kam es nochmals zu einer Vereinigung der beiden pommerschen Herzogtümer unter Bogisław X. Bereits 1523 wurde Pommern jedoch wiederum in zwei Herzogtümer: Pommern-Stettin und Pommern-Wolgast geteilt. Am 13. Dezember 1534 auf einem Landtag in Treptow an der Rega führten beide die lutherische Reformation ein. Johannes Bugenhagen war als Hauptreformator auf diesem Landtag anwesend.

#### Vorpommersches Pommern-Wolgast
Das neu entstandene Herzogtum Pommern-Wolgast des 16. Jahrhunderts erstreckte sich jedoch über andere Gebiete als das gleichnamige Herzogtum des 14. Jahrhunderts. Statt der Nord-Süd-Teilung des 14. Jahrhunderts bestand im 16. Jahrhundert eine Ost-West-Teilung, zu Wolgast zählten alle westlich der Oder gelegenen Gebiete außer Stettin und sein Umland. Östlich der Oder gehörte nur noch ein kleines Gebiet um Bahn zu Wolgast. Auch Usedom gehörte im 16. Jahrhundert wieder zu Wolgast, Wollin jedoch zu Stettin.

#### Herzogtum Pommern-Stolp

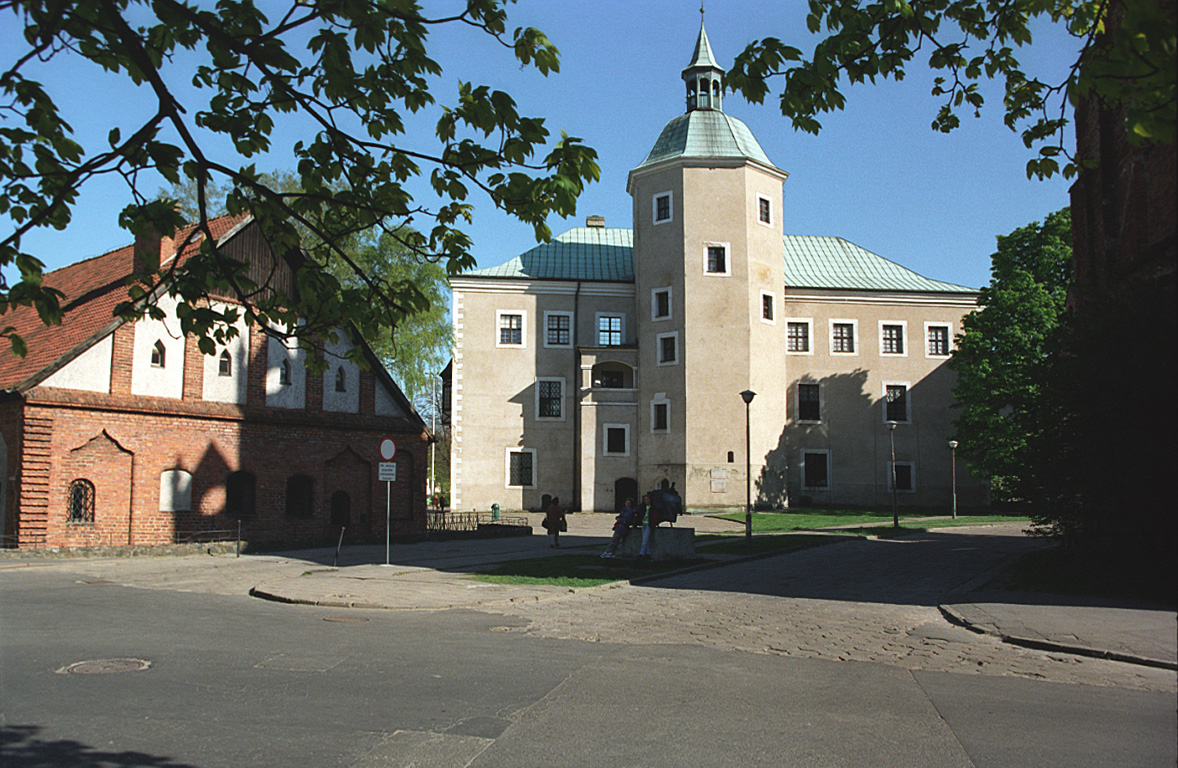
Schloss Stolp

Nach dem am 15. Mai 1368 in Anklam geschlossenen Vergleich, der am 8. Juni 1372 im Stargarder Vertrag bestätigt wurde, entstand östlich der Swine das Herzogtum Pommern-Stolp unter Bogislaw V. Nach seinem Tod im Jahr 1374 folgten ihm seine Söhne Kasimir IV., († 1377), Barnim V. († 1402 oder 1403) sowie Bogislaw VIII. Nach dessen Ableben im Jahr 1418 führte seine Witwe Sophia von Holstein bis zur Volljährigkeit ihres Sohnes Bogislaw IX. die Regentschaft bis 1425. Nach dem Tod von Bogislaws IX. († 1446) übernahm sein Vetter Erich I. das Herzogtum. Dieser war von 1412 bis 1439 unter dem Namen Erik König der Kalmarer Union (Dänemark-Norwegen-Schweden) gewesen, wurde aber nach dem verlorenen Krieg gegen die Hanse abgesetzt und zog sich nach Gotland zurück. 1449 kehrte er nach Rügenwalde zurück und residierte dort als Herzog von Pommern-Stolp.
Nach dessen Tod 1459 übernahm Erich II., Herzog von Pommern-Wolgast, auch die Herrschaft in Rügenwalde-Stolp. Nach Erich II. († 1474) vereinigte sein Sohn Bogislaw X. ganz Pommern unter seiner Hand und das Herzogtum Pommern-Stolp hörte dem Namen nach auf zu existieren.

### Ende des selbstständigen Herzogtums Pommern

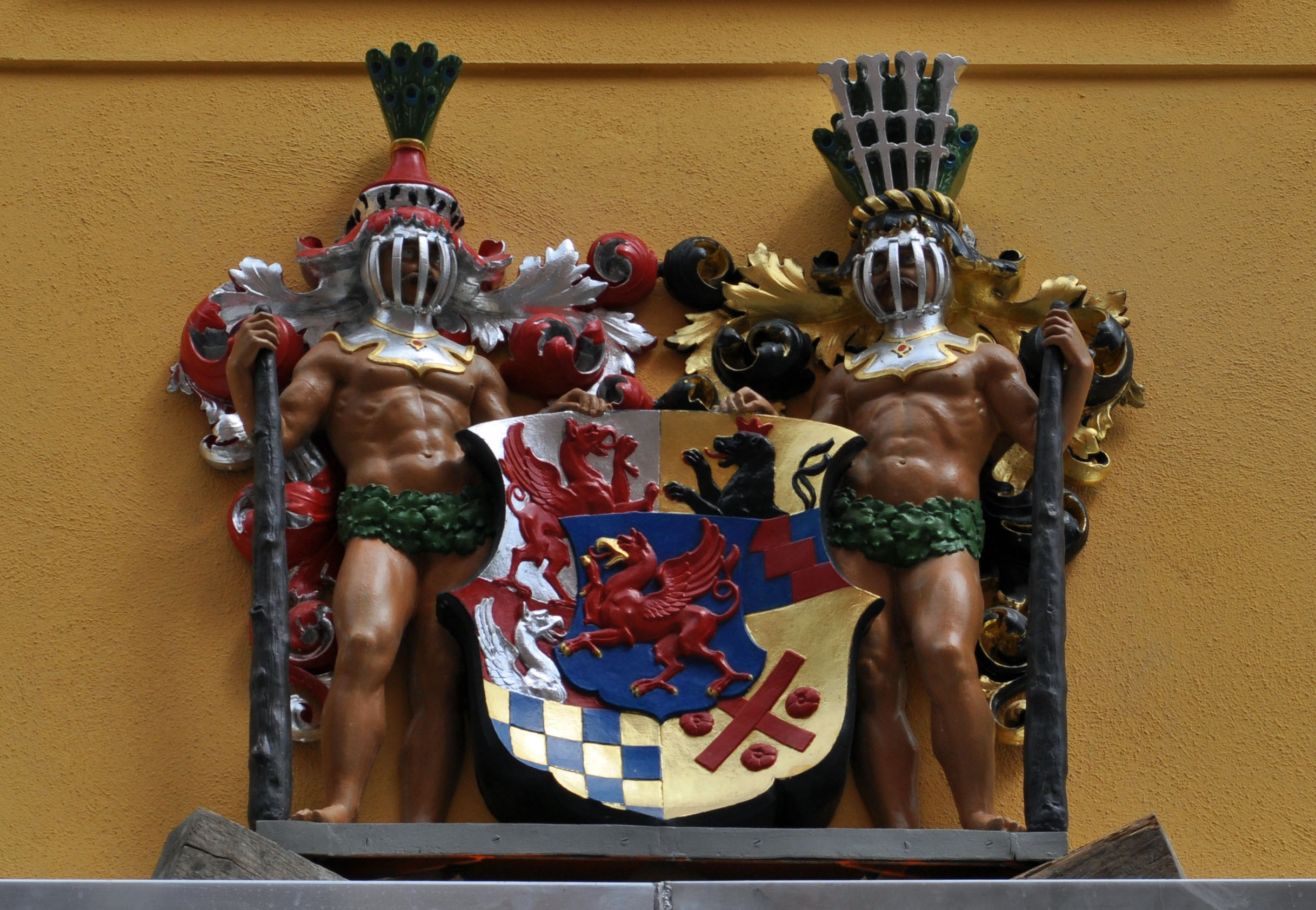
Pommern-Wappen mit dem Stettiner Greifen im Herzschild; erstes Feld: der Pommern-Greif, zweites: der Rügen-Löwe, drittes: Herrschaft Wolgast, viertes: Astkreuz von Gützkow

Im Dreißigjährigen Krieg besetzten 1630 schwedische Truppen ganz Pommern. Im Jahr 1637 starb Bogislaw XIV. als letzter Herzog Pommerns kinderlos. Nach der 1493 im Vertrag von Pyritz und 1529 im Vertrag von Grimnitz geschlossenen Erbverbrüderung hätte nun der Kurfürst von Brandenburg Herzog von Pommern werden müssen, jedoch sicherte sich Schweden im Westfälischen Frieden 1648 den Besitz „Schwedisch-Pommerns“ mit der Hauptstadt Stettin und der Kontrolle der Odermündungen. Der Kurfürst musste sich mit Hinterpommern („Brandenburgisches Pommern“ bzw. ab 1701 „Preußisch-Pommern“) zufriedengeben. Auf dem Reichstag hatten bis 1806 sowohl der König von Schweden als auch der Kurfürst von Brandenburg bzw. ab 1701 der preußische König die Stimme des Herzogs von Pommern inne. Im Frieden von Saint-Germain musste Kurfürst Friedrich Wilhelm 1679 das von ihm im Nordischen Krieg eroberte Schwedisch-Pommern bis auf einen Gebietsstreifen rechts der Oder an Schweden zurückgeben. Erst durch den Frieden von Stockholm gewann Preußen 1721 mit dem südlich der Peene gelegenen Teil Schwedisch-Pommerns die Herrschaft über die Odermündung. Infolge des Wiener Kongresses kam es im Jahr 1815 zu einer Wiedervereinigung des Landes als preußischer Provinz Pommern, die bis 1945 existierte.